# Charles M. Schwab

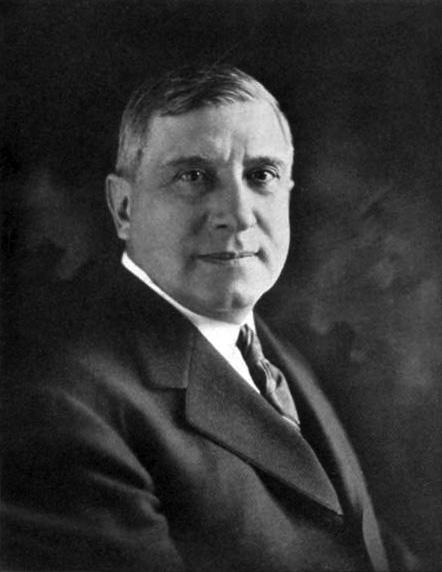
Charles Michael Schwab (1919)

Charles Michael Schwab (* 18. Februar 1862 in Williamsburg, Pennsylvania; † 18. Oktober 1939 in New York City, USA) war ein US-amerikanischer Industrieller und Stahlmagnat. Er starb bankrott und wurde in Loretto, Pennsylvania begraben.

## Leben
Schwab wurde als Sohn von John und Pauline Farabaugh Schwab geboren, einer deutschstämmigen römisch-katholischen Familie aus Williamsburg, Pennsylvania, wuchs aber in Loretto auf, das er zeitlebens als Heimatstadt ansah. Er besuchte das Saint Francis College, verließ es aber nach zwei Jahren, um sich in Pittsburgh eine Arbeitsstelle zu suchen.
Er begann in Andrew Carnegies Stahlwerken und stieg auf, bis er 1897 im Alter von 35 Jahren Präsident der Carnegie Steel Company wurde. 1901 führte er die geheimen Verhandlungen zur Übernahme von Carnegie Steel durch eine Gruppe New Yorker Finanzleute, die von J.P. Morgan beeinflusst wurden. Nach der Übernahme wurde Schwab der erste Präsident der daraus hervorgegangenen US Steel Corporation.
Nach Schwabs Ansichten war U.S. Steel zu schwerfällig und zu ineffizient. Nachdem er mehrfach mit J.P. Morgan und Elbert Gary aneinandergeraten war, trat er 1903 von seinem Posten zurück und wechselte zur Bethlehem Steel Company, die unter seiner Leitung zum größten unabhängigen Stahlerzeuger wurde.
Ein Teil des Erfolges von Bethlehem Steel war in der Entwicklung eines Vorläufers des I-Profils begründet. 1908 ging dieses Produkt in Serie. Es revolutionierte den Stahlbau und ermöglichte das Zeitalter der Wolkenkratzer.

„Ich habe die ganze Sache durchdacht, und wenn wir pleitegehen, dann werden wir in großem Stil pleitegehen.“

Der Erfolg dieses gewagten Schrittes gab Schwab recht, und das Unternehmen entwickelte sich zum zweitgrößten Stahlproduzenten der Welt.
1910 beendete Schwab den Bethlehem-Steel-Streik, indem er die neugebildete Pennsylvania State Police herbeirief. Schwab gelang es, die Gewerkschaften aus dem Unternehmen herauszuhalten. Erst 1941, zwei Jahre nach seinem Tod, organisierten sich die Arbeiter gewerkschaftlich.
Schwab zog schließlich nach New York City um und ließ sich an der Upper West Side nieder, die damals als „falsche“ Seite des Central Parks angesehen wurde. „Riverside“ war das ambitionierteste Privathaus, das in New York City erbaut wurde. Der Bau des 75 Räume umfassenden Gebäudes verschlang damals 7 Millionen US-Dollar und vereinte architektonische Details von drei französischen Schlössern auf einem Stadtblock. Nach Schwabs Tod wies New Yorks Bürgermeister Fiorello LaGuardia den Vorschlag zurück, Schwabs Wohnhaus zum Amtssitz des Bürgermeisters zu machen, weil er das Gebäude für zu großzügig hielt. Es wurde schließlich abgerissen und durch einen Apartmentblock ersetzt.
Schwab besaß auch einen 44-Zimmer-Landsitz auf einem vier Quadratkilometer großen Grundstück in Loretto mit dem Namen Immergrün. Das Anwesen zeichnete sich durch prächtige Gärten und einen Neun-Loch-Golfplatz aus.
Schwab galt als risikofreudig und war auch umstritten. In den Anfangsjahren des Ersten Weltkrieges umging er die Gesetze, welche die Vereinigten Staaten zur Neutralität verpflichteten, indem er Güter über Kanada schleuste. Nach dem Kriegseintritt der USA wurde er als „Kriegsgewinnler“ beschuldigt, später rehabilitiert. Sein lukrativer Vertrag zur Stahllieferung für den Bau der Transsibirischen Eisenbahn wurde abgeschlossen, nachdem er der Geliebten des russischen Großfürsten Alexei Alexandrowitsch Romanow ein Halsband im Wert von 200.000 US-Dollar zum Geschenk machte. Thomas Edison bezeichnete ihn einmal als „master hustler“.
Schwab führte ein Leben auf der Überholspur, das durch prächtige Partys, das Spielen um hohe Geldsummen und eine Reihe von Liebschaften, aus denen zumindest ein uneheliches Kind hervorging, gekennzeichnet war. Er wurde endgültig eine international bekannte Berühmtheit, als er im Januar 1901 die Bank des Spielkasinos von Monte Carlo sprengte. Seine Reisen unternahm er in einem eigenen Eisenbahnwaggon, den er „Loretto“ taufte und dessen Ausstattung damals rund 100.000 US-Dollar kostete. Der Waggon befindet sich heute in einem Eisenbahnmuseum in Altoona, Pennsylvania. Noch vor der Weltwirtschaftskrise hatte Schwab einen Großteil seines Vermögens ausgegeben, das auf 25–40 Millionen US-Dollar geschätzt wurde. (Nach der heutigen Kaufkraft entspricht dies zwischen 275 und 440 Millionen US-Dollar.) Seine Affären und das uneheliche Kind belasteten seine Beziehung zu seiner Ehefrau.
Der Schwarze Freitag von 1929 vervollständigte, was die Jahre der Völlerei begonnen hatten. Den Rest seines Lebens verbrachte er in einem kleinen Apartment. Seine Gläubiger brachten ihn um „Riverside“, für das er auch die Steuern nicht mehr entrichten konnte. Er hatte angeboten, das Anwesen mit großem Verlust zu verkaufen, es gab aber keinen Interessenten.
Zum Zeitpunkt seines Todes 1939 war sein Anteil an Bethlehem Steel praktisch wertlos, weil das Unternehmen bankrott war, und Schwab hatte mehr als 300.000 US-Dollar Schulden. Einige Jahre später wurde Bethlehem Steel mit Aufträgen für Kriegsmaterial überhäuft und erneut rentabel.
Schwab starb am 18. September 1939 an einer Herzkrankheit in seiner Wohnung in der Park Avenue 290 in New York City. Seine Beerdigung fand in der St. Patrick’s Cathedral statt und es wurde geschätzt, dass etwa 2.000 Menschen die Straßen der Prozession säumen. Al Smith, John D. Rockefeller Jr. und Charles Evans Hughes nahmen an seiner Beerdigung teil. Er wurde ursprünglich auf dem Friedhof Gate of Heaven in Hawthorne, New York, beigesetzt, aber seine sterblichen Überreste wurden am 29. April 1940 in ein privates Mausoleum auf dem Friedhof der Katholischen Kirche Saint Michael in Loretto überführt.

## Porträt
Der in der Schweiz geborene US-amerikanische Künstler Adolfo Müller-Ury (1862–1947) malte 1903 ein Porträt Schwabs, das sich jahrelang in der Jessica Dragonette Collection im American Heritage Center der University of Wyoming in Laramie befand, inzwischen aber der American National Portrait Gallery in Washington DC überlassen wurde. Müller-Ury malte etwa zur selben Zeit auch Schwabs Neffen.

## Zitate
„Durch Anerkennung und Aufmunterung kann man in einem Menschen die besten Kräfte mobilisieren“.